# Dakota Fanningová
Dakota Fanningová, celým rodným jménem Hannah Dakota Fanning (* 23. února 1994 Conyers, Georgie, Spojené státy americké) je americká herečka. Jako dítě hrála i v lepších filmech jako jsou Muž v ohni (2004),Válka světů (2005) a nebo Šarlotina pavučinka (2006). Její přechod na dospělejší filmy nastal rolí ve filmu Hounddog (2007) a filmem Tajný život včel (2008). Jejími nejnovějšími rolemi se staly postavy ve filmech ve The Runaways (2010), Twilight sága:Nový měsíc (2009), Twilight sága: Zatmění (2010) a Twilight sága: Rozbřesk (2011–2012). Byla mnohokrát oceněna a stala se nejmladší osobou na světě, která získala ocenění Screen Actors Guild Award.

## Životopis
Narodila se v Conyers v USA. Její matka Joy Fanning (rozená Arrington) hraje profesionálně tenis a její otec Steve J. Fanning hrával menší baseballovou ligu a teď pracuje jako prodavač elektroniky v Los Angeles. Její děda z matčiny strany Rick Arrington hrával americký fotbal a její teta Jill Arrington byla reportérka amerického kanálu ESPN.
Má mladší sestru Elle Fanning, která je také herečkou.
V červnu roku 2011 maturovala na škole Campbell Hall School v Los Angeles, kde byla v týmu roztleskávaček a kde byla dokonce zvolená i královnou maturitního plesu.

## Herecká kariéra

### Začátky
S hraním začala již ve svých pěti letech, kdy se objevila v reklamě na prací prášek Tide. Její první významná herecká role byla v seriálu Pohotovost, kterou označila jako jednu z jejích oblíbených („Hrála jsem oběť autonehody, která měla leukémii. Musela jsem mít krční opěru a hadičku v nose celé dva dny, co jsme natáčeli.“)
Zahrála si i pár menších rolí v televizních seriálech, jako jsou např. Kriminálka Las Vegas, The Practise nebo i Všichni starostovi muži. Hrála také role hlavních postav jako holčička v seriálech Ally McBealová a The Ellen Show. V roce 2001 byla vybrána, aby hrála spolu s Seanem Pennem ve filmu Jmenuji se Sam, což je příběh mentálně postiženého muže, který bojuje o opatrovnictví své dcery (kterou hraje ona sama). Právě tato role z ní udělala nejmladší držitelku ceny Screen Actors Guild Award, jelikož v době, kdy toto ocenění obdržela, jí bylo pouhých 7 let.

### 2002–2003
V roce 2002 ji Steven Spielberg obsadil do hlavní dětské role ve sci-fi seriálu Uneseni. Téhož roku se Dakota objevila ještě ve třech dalších filmech - hrála oběť únosu ve filmu 24 hodin, dále ve filmu Sweet Home Alabama hrála mladší verzi hlavní postavy Reese Witherspoonové a také hrála roli Katie ve filmu Hansel and Gretel.
Obsadili ji i do dvou filmů v roce 2003 - a to do filmu Holky z lepší společnosti, kde hrála nervózní dítě, jehož chůvou byla Brittany Murphy, a dále do filmu Kocour, kde ztvárnila postavu Sally.
V tomto období ještě nadabovala tři animované pohádky – postavu Satsuki v anglické verzi pohádky My Neighbor Totoro, malou holčičku v seriálu Griffinovi a mladou Wonder Woman v jednom díle seriálu Justice League Unlimited.

### 2004–2005
V roce 2004 hrála ve filmu Muž v ohni roli Pity - devítileté holčičky, která si získá srdce bývalého žoldnéře Denzela Washingtona, jehož rodiče Pity najmou, aby ji ochránil před únosci. Robert Ebert napsal, že je "profesionálka už ve svých 10 letech" a že "ztvárňuje postavy, které si umí získat srdce diváka".
V roce 2005 si společně Robertem De Nirem zahrála ve filmu Hra na schovávanou. Film byl ve většině případech kritizován a kritik Chuck Wilson ho nazval fascinujícím setkáním sobě rovných - "když dítě (Dakota) vyzve mistra (De Niro) ke hře "kdo mrkne dřív", mistr může samosebou mrknout první".
Menší roli také obdržela ve filmu Nine Levels, kde hrála v nepřetržité devítiminutové scéně spolu s herečkou Glenn Closeovou, která o ní později prohlásila: „Dakota má rozhodně vyzrálého ducha. Patří mezi ty výjimečné lidi, kteří se vyskytují pouze jednou za čas.“ V téže době nadabovala postavičku v animovaném filmu Koralína.
Koncem října roku 2004 dotočila film Snílek, kde spolu s ní hrál i herec Kurt Russel. Kurt prohlásil: „Byl jsem Dakotiným výkonem velmi ohromen. Garantuji vám, že jde o nejlepší herečku, se kterou jsem kdy pracoval nebo pracovat budu.“ Její další film v tomto období byl film Válka světů, kde hrála po boku Toma Cruise. Tento film i film Snílek obdržely výborné kritiky.
Režisér filmu Válka světů Steven Spielberg ji pochválil za to, jak "rychle dokáže porozumět situaci, jak rychle ji umí posoudit a jak chytře by ona reagovala, kdyby to byla skutečnost".
Po dotočení Války světů začala ihned natáčet film Šarlotina pavučinka. Dotočila ho v Austrálii roku 2005. Producent filmu Jordan Kerner řekl: „Dakota byla tak zapálená do své role ve filmu Válka světů, že jsme prostě přestali hledat jinou mladou herečku. Nenašli bychom žádnou, která by se jí mohla rovnat.“

### 2006–2007
V létě roku 2006 pracovala na filmu Hounddog, jenž byl popisován v novinách jako "ponurý příběh o týrání, násilí a pochlebování Elvise Presleyho na jižanském venkově". Její rodiče byli kritizovaní, že dovolili své dceři hrát ve filmu scénu, kde byla znásilněna. Nicméně ona sama reagovala slovy: „Nebylo to skutečné. Je to film a říká se tomu hraní.“
V témže roce byla ve svých 12 letech oslovena akademií Academy of Motion Picture Arts and Sciences, aby se stala jejím plnohodnotným členem, a tím se vlastně stala i nejmladším členem této akademie vůbec.
Její jmění v roce 2006 činilo 4 miliony dolarů, což ji na seznamu top-milionářů v časopise Forbes činilo čtvrtou v kategorii pod 21 let.
V březnu a dubnu roku 2007 natáčela film Fragments-Winged Creatures spolu s Kate Beckinsale, Guyem Pearcem, Joshem Hutchersonem, Forestem Whitakerem a Jennifer Hudson. Hrála roli Anne Hagen, což byla holčička která svědčila proti vrahovi svého otce a nakonec se stala křesťankou. Téhož roku natočila krátký třídenní film Cutlass, který režírovala Kate Hudson.
Od září do prosince roku 2007 točila film Push, což byl film o skupince Američanů majících telepatické a jasnovidecké schopnosti, které musí skrývat před americkou vládní agenturou v Hongkongu.

### 2008–2009
V lednu roku 2008 začala natáčet film Tajný život včel. Film byl zasazen do prostředí v Jižní Karolíně do roku 1964 a vypráví příběh o Lily Owensové (Dakota), která uteče spolu se svou pečovatelkou - Jennifer Hudson - (rovněž její jediná kamarádka) od svého osamělého života a problémového vztahu se svým otcem do Jižní Karolíny, kde se jich ujme podivínské trio včelařek (Queen Latifah, Sophie Okonedo a Alicia Keys).
Její další role byla role Jane Volturi ve filmu Twilight sága: Nový měsíc, což je zfilmovaný román Stephenie Meyerové.

### 2010–2012
Hrála Jane Volturi i v pokračování Twilight ságy: Nový měsíc, a to v Twilight sága: Zatmění.
Její další role byla ve filmu The Runaways, kde si po boku Kristen Stewartové, Stelly Maeve a Scouta Taylor-Comptona zahrála roli Cherie Currie, což je hlavní zpěvačka skupiny The Runaways.
Na začátku roku 2011 hrála v pokračování Twilight ságy: Zatmění, a to v Twilight sága: Rozbřesk, kde opět hrála Jane Volturi.
Měla hrát hlavní roli ve filmu Zůstaň se mnou, ale nakonec z projektu odstoupila. V prosinci roku 2010 prohlásila, že nebude hrát v žádném filmu hlavní role, dokud neodmaturuje na střední škole.
Po maturitě přijala nabídku na hraní ve filmu Královská noc, kde hrála princeznu Margaretu. S Emmou Thompson si zahrála ve filmu Effie Gray.

### 2012–současnost
V srpnu roku 2012 přijala nabídku na roli Deny Brauer v thrillerovém filmu Noc přichází, po boku Jesseho Eisenberga. V lednu 2013 byla obsazena do role Beverly Aadland ve filmu Poslední láska Robina Hooda. Později toho roku přijala roli Olivie ve filmu Franny. V únoru 2014 propůjčila svůj hlas do animovaného filmu Pírkovo dobrodružství. V květnu 2015 přijala roli ve filmu Every Secret Thing, inspirovaného novelou Laury Lippman. V roce 2015 také přijala roli do filmu Brimstone. Natáčení začalo 15. června.

## Osobní život
V roce 2011 úspěšně zakončila studium na střední škole Cambell High School ve městě Studio City v Kalifornii. Na škole patřila do týmu roztleskávaček a byla i dvakrát zvolená královnou plesu. V letech 2011–2014 navštěvovala univerzitu Gallatin School of Individualized Arts, která spadá pod Newyorskou univerzitu, kde se specializovala na ženské studie se zaměřením na zobrazení žen ve filmu a kultuře.
V lednu roku 2012 podepsala smlouvu s agenturou William Morris Endeavor, čímž potvrdila konec desetileté spolupráce s agenturou Osbrink. V dubnu 2014 opět změnila agenturu a je nyní reprezentována agenturou Creative Artists Agency.

## Filmografie

### Film
| Rok  | Název                                | Role                         | Poznámky                                                                       |
| ---- | ------------------------------------ | ---------------------------- | ------------------------------------------------------------------------------ |
| 2001 | Father Xmas                          | Clairee                      | Krátký film                                                                    |
| 2001 | Tomcats                              | Malá holčička v parku        |                                                                                |
| 2001 | Jmenuji se Sam                       | Lucy Diamond Dawson          | Dakotina mladší sestra Elle Fanning hrála mladší verzi Lucy                    |
| 2002 | Uneseni                              | Allie Keys                   | Televizní seriál, Dakotina mladší sestra Elle Fanning hrála mladší verzi Allie |
| 2002 | 24 hodin                             | Abigail Jennings, "Abbie"    |                                                                                |
| 2002 | Holka na roztrhání                   | malá Melanie                 |                                                                                |
| 2002 | Hansel and Gretel                    | Katie                        |                                                                                |
| 2003 | Holky z lepší společnosti            | Lorraine Schleine            |                                                                                |
| 2003 | Kocour                               | Sally Walden                 |                                                                                |
| 2003 | Kim Possible: A Sitch in Time        | malá Kim (hlas)              |                                                                                |
| 2004 | Muž v ohni                           | Lupita Martin Ramos - "Pita" |                                                                                |
| 2004 | My Neighbor Totoro                   | Satsuki Kusakabe (hlas)      |                                                                                |
| 2004 | In the Realms of the Unreal          | Vypravěč (hlas)              |                                                                                |
| 2005 | Hra na Schovávanou                   | Emily Callaway               |                                                                                |
| 2005 | Lilo & Stitch 2: Stitch Has a Glitch | Lilo (hlas)                  |                                                                                |
| 2005 | Nine levels                          | Maria                        |                                                                                |
| 2005 | Válka světů                          | Rachel Ferrier               |                                                                                |
| 2005 | Snílek                               | Cale Crane                   |                                                                                |
| 2006 | Šarlotina pavučinka                  | Fern Arable                  | Dakotina mladší sestra Elle Fanning hrála mladší verzi Fern                    |
| 2007 | Hounddog                             | Lewellen                     |                                                                                |
| 2007 | Cutlass                              | Lacy                         | Krátký film                                                                    |
| 2008 | Tajný život včel                     | Lily Owens                   |                                                                                |
| 2009 | Koralína a svět za tajnými dveřmi    | Koralína Jonesová (hlas)     |                                                                                |
| 2009 | Push                                 | Cassie Holmes                |                                                                                |
| 2009 | Fragments – Winged Creatures         | Anne Hagen                   |                                                                                |
| 2009 | Twilight sága: Nový měsíc            | Jane Volturi                 |                                                                                |
| 2010 | The Runaways                         | Cherie Currie                |                                                                                |
| 2010 | Twilight sága: Zatmění               | Jane Volturi                 |                                                                                |
| 2011 | Twilight sága: Rozbřesk, část 1      | Jane Volturi                 |                                                                                |
| 2012 | Twilight sága: Rozbřesk, část 2      | Jane Volturi                 |                                                                                |
| 2012 | Motelové pokoje                      | Annie James                  |                                                                                |
| 2012 | Teď a tady                           | Tessa Scott                  |                                                                                |
| 2013 | Noc přichází                         | Dena Brauer                  |                                                                                |
| 2013 | Poslední láska Robina Hooda          | Beverly Aadland              |                                                                                |
| 2014 | Very Good Girls                      | Lilly Bergerová              |                                                                                |
| 2014 | Effie Grayová                        | Euphemia 'Effie' Gray        |                                                                                |
| 2014 | Every Secret Thing                   | Ronnie Fulleer               |                                                                                |
| 2014 | Pírkovo dobrodružství                | Delf (hlas)                  |                                                                                |
| 2015 | Franny                               | Olivia                       |                                                                                |
| 2016 | Americká idyla                       | Merry Levov                  |                                                                                |
| 2016 | Brimstone                            | Liz                          |                                                                                |
| 2017 | Viena and the Fantomes               | Viena                        |                                                                                |
| 2017 | Zygote                               | Barklay                      | krátkometrážní film                                                            |
| 2017 | Zůstaň nablízku                      | Wendy                        |                                                                                |
| 2018 | Debbie a její parťačky               | Penelope Stern               |                                                                                |
| 2019 | Tenkrát v Hollywoodu                 | Lynette „Squeaky" Fromme     |                                                                                |
| 2023 | Equalizer 3: Poslední kapitola       | Emma Collins                 |                                                                                |
| 2024 | Strážci                              | Mina                         | postprodukce                                                                   |

### Televize
| Rok       | Název                    | Role                     | Poznámky                              |
| --------- | ------------------------ | ------------------------ | ------------------------------------- |
| 2000      | Pohotovost               | Delia Chadsey            | díl: „The Fastest Year“               |
| 2000      | Ally McBealová           | Ally (5 let)             | díl: „The Musical, Almost“            |
| 2000      | Křižovatky medicíny      | Edieho holka             | díl: „Misconceptions“                 |
| 2000      | Kriminálka Las Vegas     | Brenda Collins           | díl: „Blood Drops“                    |
| 2000      | Advokáti                 | Alessa Engel             | díl: „The Deal“                       |
| 2000      | Všichni starostovi muži  | Cindy                    | díl: „Toy Story“                      |
| 2001      | Malcolm v nesnázích      | Emily                    | díl: „New Neighbors“                  |
| 2001      | The Fighting Fitzgeralds | Marie                    | pilot                                 |
| 2001      | Griffinovi               | Malá dívka (hlas)        | díl: „To Love and Die in Dixie“       |
| 2001      | The Ellen Show           | malá Ellen               | díl: „Missing the Bus“                |
| 2002      | Unesení                  | Allie Keys               | miniseriál, 10 epizody                |
| 2004      | Justice League Unlimited | malá Wonder Woman (hlas) | díl: „Kids' Stuff“                    |
| 2004      | Přátelé                  | Mackenzie                | díl: „The One with Princess Consuela“ |
| 2018–2020 | Psychiatr                | Sara Howard              | hlavní role                           |
| 2022      | První dáma               | Susan Ford               |                                       |
| 2024      | Ripley                   | Marge Sherwood           |                                       |
| 2024      | Svatba roku              | Abby Winbury             | minisérie                             |